# Vasco Santos
Vasco Santos est un arbitre portugais de football né le 31 août 1976  à Vila Nova de Gaia au (Portugal).
Il est arbitre depuis 1997. Il est promu dans le championnat portugais comme arbitre portugais de 1re catégorie lors de la saison 2006-2007.
Il fait partie de l'AF Porto.

## Statistiques
mis à jour à la fin de la saison 2008-2009
- 19 matches de 1re division portugaise.
- 36 matches de 2e division portugaise.